# 1989年南京反非洲留学生抗议事件
南京非洲留学生事件是在中国南京发生的一次大学生群众反对非洲留学生不当行为的游行集会事件，由1988年12月开始，直至翌年1月。

## 南京游行
在1988年12月24日，两名非洲男学生与两名中国女子进入南京河海大学校园。当时是圣诞夜派对。一名中国警卫要求他们的访客登记，一名非洲学生就女子的身份问题与警卫争执，警卫置疑其所带女子为从事特種行業人员，拒绝让其进入校园。双方就此发生争执，口头争执很快衍生为推搡以至拳脚相向。校园保卫部门和留学生一方发生了激烈打斗，留学生一方包括黑人，黄种人和白种人，其中的黄种人是海外中国人的第2代和或第3代到中国的留学生，这个原因是留学生累积的不满，因为校园卫部门严格的校园管理和留学生的自由散漫的冲突。冲突的结果是外国留学生，以非洲留学生居多，取得绝对胜利。消息很快传遍校园，中国学生普遍认为非洲留学生为带卖淫女进入校园殴打警卫，从此而引发了中国和非洲学生之间的校园冲突，冲突持续到天明，有13名学生受伤。12月25日中午，传说300名中国学生听闻一名中国男子被非洲学生杀死的误传，冲进非洲学生宿舍破坏，大喊「杀死黑鬼」之类的口号。警察把中国学生驱散后，很多非洲学生逃往火车站，要到北京向他们母國的领事馆寻求庇护，在66次列车发车前砸碎检票口门窗玻璃，企图强行登车。有关单位阻止他们登车，並向牵涉冲突的学生问话。火车站的学生数目不久增加到140人左右，因为非洲和其它外国学生恐惧抗议局势，纷纷往火车站要求前往北京。后来，非洲学生被当时的省委书记保护在无锡的宾馆，等待抗议的风头结束。抗议活动本质是非洲学生和本土中国学生的经济权利和性权利的不平等，非洲学生享有补贴每月至少600元人民币，而当时的大学老师只有200元人民币每月的工资，再加上大陆地区外来黑人引发的大量非婚生子问题，导致中国人的不满情绪加重。
这个时候，河海大学的中国学生连同其它南京的大学生，组成3000人的集会群众，要求政府官员起诉非洲学生，并对给予外国人較中国人更多福利的制度进行改革。

## 结果
1989年1月，三名非洲学生涉嫌引起冲突被遣送出境，据非洲学生流传有一名非洲学生被警察拘押期间被警察电击生殖器。其它学生返回河海大学，并须遵守新规则。新规则要求夜间不得出外，离开校园须通知校方，只准带一名中国女友，探访范围限定于休息室。宾客仍须登记。
反非洲人集会扩散至其它城市，包括上海和北京。集会规模小于南京。